# الحافة (فلم)
الحافة هو فيلم يتناول البقاء على قيد الحياة أمريكي، أنتج عام 1997 أخرجه لي تاماهوري وهو من بطولة أنتوني هوبكنز وأليك بالدوين. شارك في الفيلم بارت الدب وهو دب كودياك مدرّب، ظهر في عدة أفلام هوليوودية.

## الحبكة
الملياردير تشارلز مورس (أنتوني هوبكنز)، وروبرت «بوب» جرين (أليك بالدوين)، مصور فوتوغرافي؛ وستيفن (هارولد بيرينو) وهو مساعد بوب؛ يصلون إلى قرية نائية في ألاسكا مع زوجة تشارلز ميكي (إيلي ماكفيرسون) وهي عارضة أزياء. يحذر ستايلز (إل. جونز)، مالك النزل الذي يقيمون فيه الجميع من عدم ترك طعام مكشوف حيث أنه يجذب الدببة. يفاجأ تشارلز بحفلة عيد ميلاد حيث تمنحه ميكي ساعة جيب مميزة ويعطي بوب سكين صيد. يظهر وهو يقرا كتاب مع تعليمات ونصائح من أجل البقاء في البرية وهو من ممتلكاته القيمة. خلال اللحظات الرئيسية في وقت مبكر، غالبًا ما يظهر أنه يفقد خيط المحادثات لأنه مستغرق جدًا في قراءته.
أثناء جلسة تصوير، يلاحظ تشارلز بوب وميكي يقبلان بعضهما بشكل أفلاطوني. يطير الرجال الثلاثة إلى موقع للعثور على رجل محلي من ألاسكا (جوردون توتووسيس) لالتقاط الصور. تشير ملاحظة على بابه إلى أنه على بعد أميال من صيد الدب. يطيرون شمالا حيث يفترض أن الرجل يصطاد. أثناء الرحلة، يسأل تشارلز بوب كيف يخطط لقتله. قبل أن يتمكن بوب من الرد، تضرب الطائرة قطيعًا من الطيور وتكسر الزجاج، مما يؤدي إلى مقتل الطيار. بالكاد يصل تشارلز وبوب وستيفن إلى الشاطئ. ويخسر في الحادث كتاب البقاء الذي يحبه تشارلز.
بعد اشعال النار وقضاء الليلة على شاطئ البحيرة، يحاول الرجال الثلاثة التنزه في اليوم التالي إلى منطقة أكثر انفتاحًا حيث من المرجح اكتشافهم وإنقاذهم من المجهول الذي وقعوا به. لكن سرعان ما اكتشفوا أنهم ليسوا وحدهم هنا. حيث يوجد دب يدعى دب كودياك ذو الحجم الهائل يجوب الغابة المفتوحة، وقد اكتشف وجودها في أراضيها. أثناء عبور جسر من جزع شجرة ليحاول التملص من الدب، يسقط تشارلز في منحدرات النهر. أنقذه بوب، تاركًا تشارلز يشك في شكوكه السابقة حول نوايا بوب. تضيع المجموعة ويجرح ستيفن ساقه. في تلك الليلة، يهاجم الدب معسكرهم، ويقتل ستيفن ويطارد الرجلين الآخرين بعيدًا. يرى الرجلان الناجيان مروحية إنقاذ في المسافة قريبة. إنهم يحاولون التراجع عنها، لكن الطيار لا يراهم، مما يجبرهم على إيجاد طريقهم الخاص إلى الحضارة المنطقة تواجد البشر.
يجد الدب في نهاية المطاف تشارلز وبوب مرة أخرى ويطاردهم في البرية. أجبر الرجل على الاستمرار في الركض والاختباء من الدب، والرجلان غير قادرين على الراحة أو البحث عن الطعام. يقرر تشارلز أنه يجب عليهم مواجهة وقتل الدب، وإلا فإنه بالنهاية سيقتلهم الدب أو الجوع. يستخدم تشارلز سكين صيده لشحذ نهايات الفروع الطويلة لعمل الرماح الطويلة. في اليوم التالي، يهاجمهم الدب مرة أخرى. تمكنوا من جذبه إلى النهر. يهاجم الدب بوب ولكن تشارلز يصرفها ويجذبها بعيدًا. طعن تشارلز مرارا في الدب بحربة خشبية، ولكن وجود الهون السميكة في جسد الدب تجعل ضرباته غير فعالة. بينما يحاصره الدب على كومة من جذوع الأشجار على حافة النهر، يضع تشارلز رمحه بزاوية تصاعدية جزئية مع الطرف الآخر مثبتًا بين الصخور لتثبيته. يتحرك الدب، وعندما يسقط على تشارلز، فإن وزنه يثقل نفسه على رمح تشارلز. ويصبح لدى الرجلين الآن مصدر طعامهما الأول منذ أن تقطعت بهم السبل وهو لحم الدب.
بعد النهر جنوبًا، وجد الرجال مقصورة فارغة. لاحظ تشارلز سقوط قتيل، بينما اندفع بوب إلى المقصورة. يجدون الإمدادات والطعام، بما في ذلك الزورق والبندقية والذخيرة. أثناء قيام بوب بالتحقق مما إذا كان الزورق قابلاً للاستخدام، يجد تشارلز ورقة في جيبه لاستخدامها في الشعال النار. يحتوي الورقة على معلومات تؤكد شكوكه حول خيانة زوجته لبوب.
عندما يعود بوب إلى المقصورة، يكشف أنه يخطط لقتل تشارلز من أجل زوجته. يأمر تشارلز بالخارج، ولكن قبل أن يتمكن من قتله، يقع بوب في الموت، على الرغم من محاولة تشارلز لتحذيره. أصيب بوب بجروح بالغة وتوسل تشارلز لمساعدته. تشارلز يزيل بوب من الحفرة ويميل إلى جروحه. يذهبون نزولا في الزورق معا.
يصنع تشارلز نارًا لإبقاء بوب دافئًا. يعتذر بوب عن خيانة تشارلز ويقول إن ميكي لم يكن يعلم أنه ينوي قتله. تظهر طائرة هليكوبتر ويجذب تشارلز انتباهها بنجاح، لكن بوب يموت قبل أن تهبط الطائرة. يُعاد تشارلز إلى المنتجع ويكشف لزوجته أنه على علم بخيانتها بتسليمها ساعة بوب. وذكر للصحافة أن الرجال الآخرين ماتوا، «إنقاذ حياتي»

## البطولة
- أنتوني هوبكنز بدور تشارلز مورس
- أليك بالدوين بدور روبرت «بوب» غرين
- هارولد بيريناو بدور ستيفن
- إيل ماكفيرسون بدور ميكي مورس
- ل. ق. جونز بدور ستايلز
- كاثلين ويلهويت بدور جيني
- بارت الدب بدور دب الكودياك

## الإنتاج
صوّرت الفيلم أساساً في عدة مواقع في ألبرتا، كندا، منها منتزه بانف الوطني وكانمور وإدمنتون، وغيرها. كما صُوّرت مشاهد إضافية في متنزه يوهو الوطني في كولومبيا البريطانية.
ناقشت شركة آرت لينسون تصويرالفيلم في كتابها لعام 2002 وعنوانه «ماذا حدث للتو؟»، ثم تحول إلى فيلم بعنوان ما الذي حدث للتو؟ من بطولة روبرت دي نيرو. كان عنوان السيناريو الأصلي «دودة الكتب» وقد رفضه كل من هاريسون فورد وداستن هوفمان قبل أن يقبل أليك بالدوين بدور «غرين». أظهر دي نيرو بعض الاهتمام بدور مورس لكنه رفض في نهاية المطاف.
كغيره من الممثلين الذين عملوا مع الدب بارت، أبدى بالدوين إعجاباً شديداً بمدى كفاءة تدريب الدب. وعلق عليه قائلاً «يجب إرسال سلة فاكهة لمحرر الفيلم يومياً لجعله الدب يبدو مخيفاً» أما بالنسبة لهوبكنز، والذي عمل مع بارت في فيلم أساطير الخريف، فقد كان أداؤه مع الدب رائعاً كما علّق مدرب الدب «لين سيوس»، كما أضاف أن هوبكنز تعامل مع الدب باحترافية واحترام كما لو أنه زميل ممثل.
قبل إصدار الفيلم بثلاثة شهور، قرر الاستوديو أن اسم الفيلم «دودة الكتب» يجب أن يتم تغييره إلى اسم تجاري. اقترحت عشرات الأسماء قبل أن يقع الاختيار على اسم «الحافة».